# St. Matthäus (Wulfen)

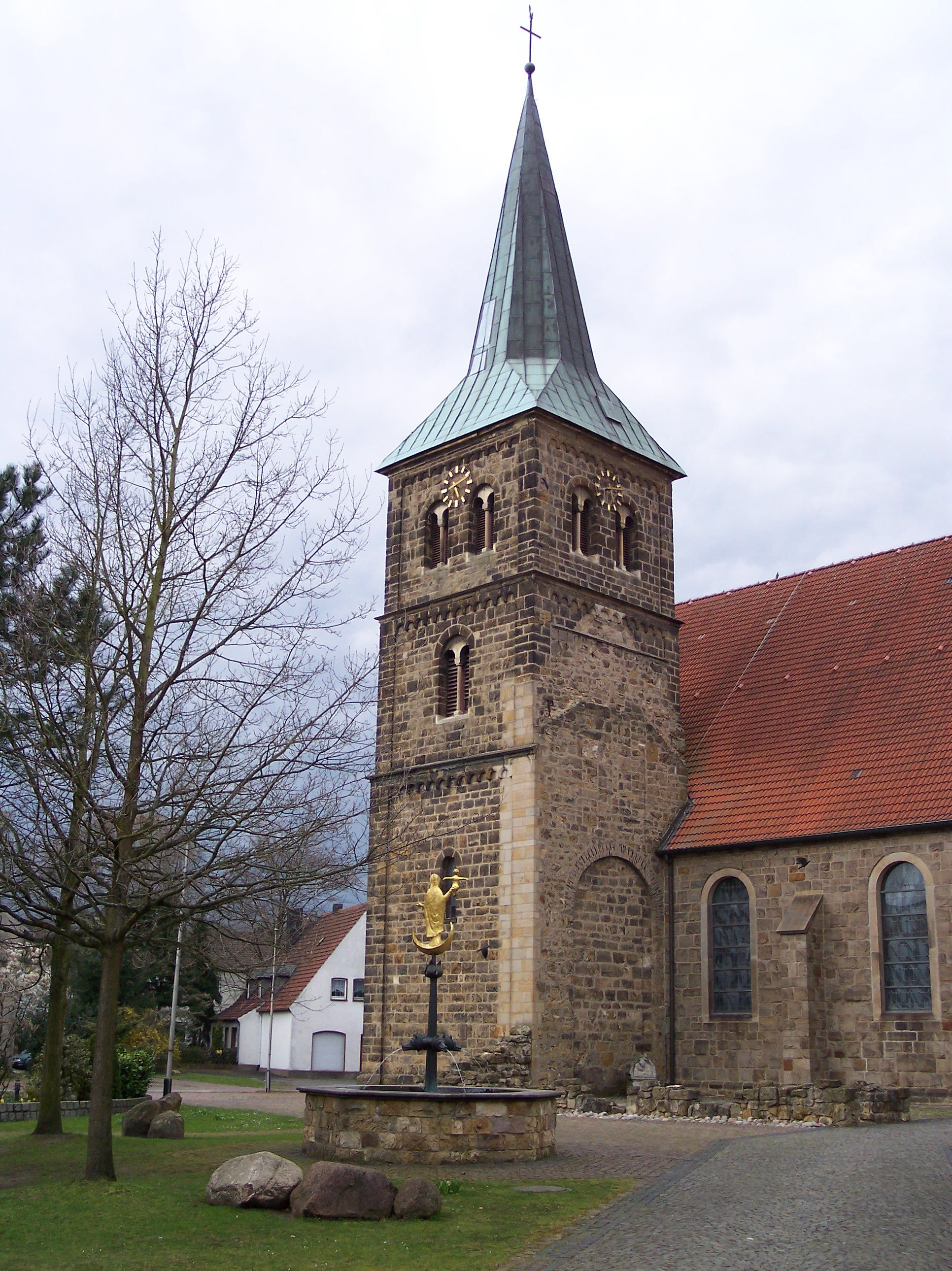
St. Matthäus

Die römisch-katholische Pfarrkirche St. Matthäus ist ein denkmalgeschütztes Kirchengebäude in Wulfen, einem Stadtteil von Dorsten im Kreis Recklinghausen (Nordrhein-Westfalen).

## Geschichte und Architektur
Die Urpfarre von St. Matthäus ist eine der ältesten Kirchen im Bistum Münster. Von den ersten Kirchenbauten ist allerdings nichts mehr vorhanden. Eine Chronik berichtet, vor dem Dreißigjährigen Krieg habe es schon drei Bauperioden gegeben. Das Gebäude wurde im Laufe der Jahrhunderte immer wieder erneuert und verändert. Der Chor und die Sakristei in gotisierenden Formen wurden von 1744 bis 1745 gebaut. Das Kirchenschiff wurde 1823 und 1825 errichtet, der Turm 1854. Die Erweiterung des Ostchores wurde 1863 vorgenommen. Bis auf Chor und Turm wurde das gesamte Gebäude bei einem Bombenangriff im März 1945 zerstört. Architekt und Baumeister der neuen Kirche war Bernd Kösters aus Münster. Die ersten Pläne legte er Mitte 1947 vor. Er verlagerte, unter Einbeziehung des Chores und des Turmes in den Neubau, das neue Schiff nach Norden. Die Maße wurden über den alten Grundriss hinaus nach Westen und Osten vergrößert. Im Chor wurde eine Sakristei eingerichtet. Der Taufstein steht im Turm. 1950 wurde die Kirche fertiggestellt und geweiht.

## Ausstattung
- Der mächtige romanische Taufstein stammt aus der ersten Hälfte des 13. Jahrhunderts. Er ist mit aus Gesichtssmaken und Tierfratzen bestehenden Palmetten und Weinlaubfriesen verziert.
- Ein großes ausdrucksvolles Barockkreuz zeigt einen Korpus mit  geöffnetem Mund. Es ist überaus fein und differenziert gearbeitet. Jahrhundertelang hing es bis zur Zerstörung der Kirche 1945 im Chorraum über dem Altar.  Der Korpus wurde durch den Bombenangriff sehr in Mitleidenschaft gezogen. Später hat es einen Platz in der Taufkapelle bekommen.
- Die Pietà ist die wertvollste Figur. Das  Vesperbild aus dem frühen 15. Jahrhundert ist eine Arbeit des beginnenden weichen Stiles, es zeigt Maria in steiler Haltung thronend, auf ihren Knien der vom Kreuz herabgenommene Christus.
- Ein Kreuzweg aus Bronzetafeln wurde 1972 vom Bildhauer Heinrich-Gerd Bucker aus Vellern hergestellt
- In der Taufkapelle steht eine Figur des Johannes der Täufer. Sie stammt aus dem 17. Jahrhundert, früher stand sie auf dem Kanzeldach der alten Kirche.[1][2]
- Die vier Glocken im Turm wurden in den 1950er Jahren von der Fa. Petit & Gebr. Edelbrock unter Leitung von Hans Hüesker gegossen. Das Geläut erklingt in d1–e1–fis1–a1.